# 15021 Alexkardon
15021 Alexkardon eller 1998 SX123 är en asteroid i huvudbältet som upptäcktes den 26 september 1998 av LINEAR i Socorro County, New Mexico. Den är uppkallad efter Alex Kardon.
Asteroiden har en diameter på ungefär 2 kilometer och den tillhör asteroidgruppen Nysa.